# Huciska (Wilkowice)
Huciska – dawniej niezależna wieś, obecnie przysiółek wsi Wilkowice w Polsce, położony w województwie śląskim, w powiecie bielskim, gminie Wilkowice,  we wschodniej jej części.

## Historia
Historycznie miejscowość jest częścią Księstwa oświęcimskiego. W 1564 roku wraz z całym księstwem oświęcimskim i zatorskim leżała w granicach Korony Królestwa Polskiego, znajdowała się w województwie krakowskim w powiecie śląskim. Po unii lubelskiej w 1569 księstwo Oświęcimia i Zatora stało się częścią Rzeczypospolitej Obojga Narodów w granicach, której pozostawało do I rozbioru Polski w 1772. Po rozbiorach Polski miejscowość znalazła się w zaborze austriackim i leżała w granicach Austrii, wchodząc w skład Królestwa Galicji i Lodomerii.
Według austriackiego spisu ludności z 1900 w 27 budynkach w miejscowości na obszarze 186 hektarów mieszkało 209 osób (gęstość zaludnienia 112,4 os./km²), z czego wszyscy byli polskojęzycznymi katolikami.
Została włączona do Wilkowic w 1929.
Urodził się tu Kazimierz Ferdynand Andrzej Wojakowski (ur. 4 marca 1895, zm. 1986 w Middlesex) – oficer saperów Wojska Polskiego i Polskich Sił Zbrojnych, kawaler Orderu Virtuti Militari.